# 79
79 ou 79 d.C. foi um ano comum da Era de Cristo, no século I que teve início e fim numa Sexta-feira, de acordo com o Calendário Juliano. a sua letra dominical foi C.
| Ano completo                       |
| ---------------------------------- |
| Ano comum com início à sexta-feira |

## Eventos
- Tito Flávio sucede a Vespasiano como imperador de Roma.
- Fundação da cidade de Chaves, na Lusitânia, com o nome de Aquae Flaviae (Termas de Flávio), em honra do imperador.
- de 24 a 27 de agosto: as cidades romanas de Pompeia e Herculano são sepultadas sob vários metros de cinza depois da erupção do Vesúvio.

## Mortes
- 24 de agosto - Plínio, o Velho, enquanto dirigia uma expedição de resgate a Pompeia.
- 23 de Junho - Vespasiano, imperador de Roma